# Kavon Hakimzadeh
Kavon Hakimzadeh (Texas, 1968) è un militare statunitense, con il grado di capitano di vascello della U.S. Navy.

## Biografia
Nato in Texas negli anni '60 da padre iraniano e madre americana, la sua famiglia si trasferì in Iran quando aveva pochi anni. In Iran frequentò una scuola internazionale in cui si parlava sia il persiano che l'inglese. Mantenne la fede religiosa battista di sua madre. A causa della Rivoluzione islamica, tornò negli Stati Uniti nel 1979.
Si arruolò nella Marina statunitense nel 1987. Studiò alla Carnegie Mellon University, alla Johns Hopkins University e al Naval War College. 
Dal 2016 al 2018 è stato comandante della USS Mount Whitney (LCC-20), nave ammiraglia della Sesta Flotta, e dal giugno 2019 al luglio 2021 della portaerei nucleare USS Harry S. Truman.
Dall'agosto 2021 è direttore del servizio Aircraft Carrier Requirements presso l'ufficio del Chief of Naval Operations.